# تسفيتان فيليبوف
تسفيتان فيليبوف (بالبلغارية: Цветан Филипов)‏ هو لاعب كرة قدم بلغاري في مركز الوسط، ولد في 28 أغسطس 1988 في بورغاس في بلغاريا. لعب مع نادي بيروي ستارا زاغورا.

## وصلات خارجية
- تسفيتان فيليبوف على موقع قاعدة بيانات كرة القدم.إي يو (الإنجليزية)